# Stade Neufeld
Le stade Neufeld (stadion Neufeld en allemand) est un stade de la ville de Berne en Suisse, construit en 1924. Après la destruction du Wankdorf et pendant la construction du Stade de Suisse, il était la résidence des BSC Young Boys. Les juniors M21 du club y évoluent encore, au même titre que le FC Berne.
En 1954, s'y déroulent les championnats d'Europe d'athlétisme.

## Rencontres internationales
Entre 1914 et 1936, l'équipe de Suisse y dispute 8 rencontres internationales, dont la première contre l'équipe d'Angleterre A, après deux matchs contre l'équipe des amateurs anglais :
| Date            | Adversaire | Résultat | Spectateurs | Compétition                               |
| --------------- | ---------- | -------- | ----------- | ----------------------------------------- |
| 17 mai 1914     | Italie     | 0-1      | 10 000      | Match amical                              |
| 1er juin 1925   | Espagne    | 0-3      | 20 000      | Match amical                              |
| 15 avril 1928   | Allemagne  | 2-3      | 20 000      | Match amical                              |
| 27 octobre 1929 | Autriche   | 1-3      | 16 000      | Coupe internationale européenne 1927-1930 |
| 20 mars 1932    | France     | 3-3      | 22 000      | Match amical                              |
| 20 mai 1933     | Angleterre | 0-4      | 27 000      | Match amical                              |
| 4 novembre 1934 | Pays-Bas   | 2-4      | 21 000      | Match amical                              |
| 3 mai 1936      | Espagne    | 0-2      | 25 000      | Match amical                              |